# Джерард, Джон (иезуит)
Джон Джерард (англ. John Gerard; 4 октября 1564, предположительно Нью-Брин, Дербишир, Королевство Англия — 27 июля 1637, Рим, Папская область) — английский иезуит, долгое время занимавшийся подпольной миссионерской деятельностью на территории Англии. Был схвачен, но выдержал пытки и смог бежать. Только после раскрытия Порохового заговора в 1605 году, когда продолжение миссии стало невозможным, Джерард уехал на континент. Он написал ряд богословских трудов и автобиографию, ценную для историков. В мини-сериале «Порох» (2017) Джерарда сыграл Роберт Эммс.

## Биография
Джон Джерард был вторым сыном сэра Томаса Джерарда из Брина, Ланкашир, и его жены Элизабет Порт, дочери и наследницы сэра Джона Порта из Этволла, Дербишир. Эта семья отличалась симпатиями к католичеству, которое подвергалось в Англии преследованиям. Джерард родился предположительно в Нью-Брине 4 октября 1564 года. Он учился в английском колледже в Дуэ, куда приехал 29 августа 1577 года. В марте следующего года, по-видимому, переехал с остальными студентами в Реймс, а примерно в октябре 1579 года поступил в Эксетер-колледж в Оксфорде. Через год Джерард покинул колледж, не желая соблюдать англиканские религиозные обряды, и вернулся домой.
В 1581 году Джерард учился в иезуитском Клермонском колледже в Париже, но вернулся домой из-за болезни. Так как он не оформлял специальное разрешение для поездки на континент, его арестовали в Дувре и отправили в тюрьму. Вскоре Джерард был освобождён, но уже через три месяца оказался в тюрьме Маршалси, так как не посещал англиканские богослужения. В 1585 или 1586 году его освободили под залог, внесённый Энтони Бабингтоном (впоследствии лидером заговора). Вскоре Джерард оказался в Риме. Там он учился в Английском колледже, был рукоположён в сан священника, а 15 августа 1588 года вступил в орден иезуитов. Сразу после этого Джерарда отправили в Англию для тайной миссионерской деятельности.
На родине Джерард действовал очень успешно: он смог расположить к себе и вернуть в лоно католической церкви множество дворянских семей. Действуя втайне и подвергаясь постоянной опасности, Джерард переезжал от усадьбы к усадьбе, читал проповеди, проводил богослужения, совершал церковные обряды. Во время одной поездки в Лондон он был арестован из-за предательства слуги и подвергнут пыткам, искалечившим его на всю оставшуюся жизнь, но никого не выдал. В октябре 1597 года он смог бежать из Тауэра с помощью верёвки, натянутой надо рвом.
В последующие годы Джерард продолжал свою миссионерскую деятельность. В 1603 году он надеялся, что новый король, Яков I Стюарт, восстановит католиков в правах, но вскоре понял, что обманулся. Историки полагают, что Джерард не был знаком (как минимум, в подробностях) с планами участников Порохового заговора; тем не менее после ареста заговорщиков его начали искать особенно энергично, так что Джерарду пришлось бежать на континент. Он сделал это, присоединившись в одежде слуги к свите испанского посла.
После ещё одной поездки в Рим Джерард обосновался в Льеже. Он принял участие в основании иезуитского колледжа в этом городе и стал его первым ректором (1614—1622). Некоторое время Джерард жил в Генте, а в 1627 году был отозван в Рим и назначен рекотором Английского колледжа. В Риме он и умер 27 июля 1637 года.
Перу Джерарда принадлежит ряд работ богословского и мемуарного характера: «Наставление Иисуса Христа верной душе» (издано в Лондоне в 1598 году), «Духовная битва» (Руан, 1613), «Повествование о пороховом заговоре» (написано в 1606 году, впервые опубликовано в 1871). В 1609 году Джерард написал для иезуитского руководства автобиографию Narratio P. Johannis Gerardi de Rebus a se in Anglia gestis, ценный источник, рассказывающий о жизни английского католического духовенства периода гонений. Автор «Католической энциклопедии» характеризует этот труд как «увлекательное описание опасностей и приключений, захватов и побегов, испытаний и утешений».

## В культуре
В мини-сериале «Порох» (2017) Джона Джерарда сыграл Роберт Эммс.